# Plötzlich berühmt
Plötzlich berühmt ist eine deutsche Filmkomödie und ein Liebesfilm des Regisseurs Oliver Schmitz aus dem Jahr 2005. In der Hauptrolle verkörpert Zoe Weiland die als Halbwaise ohne Vater aufgewachsene Jugendliche Cindy Fassbender, die unverhofft Gewinnerin eines Popcastings wird.

## Handlung
Cindy ist eine Jugendliche, die den Traum vor Augen hat, Modestylistin zu werden. Unvermittelt gerät sie in einen Wettbewerb für Popsänger, aus dem sie auch noch als Siegerin hervorgeht, dabei hatte sie eigentlich nur vor, ihre Freundin Nadine dorthin zu begleiten.
Als sie bereits vor ihrem geistigen Auge sieht, eine erfolgreiche Popsängerin zu werden, erkennt sie den eigentlichen Hintergrund: Es wurde auf sie gewettet, dass sie es nicht schafft, einen Plattenvertrag zu bekommen.
Es klären sich im Laufe der Handlung einige Missverständnisse auf, dafür kommen andere Missverständnisse hinzu. Am Ende der Handlung stimmt Cindy zu, eine Liebesbeziehung mit Fritz einzugehen, der sie von Anfang an geliebt hat.

## Produktion
Iris Wolfinger produzierte den Film für Cologne Film GmbH & Co. KG. Gedreht wurde in Köln.

## Kritik
TV Spielfilm urteilt mit einem nach oben gestreckten Daumen (beste Filmbewertung): „Mit viel Liebe zum Detail und sanfter Ironie bemüht sich die Story um Realitätsnähe. Als guter Griff erweisen sich auch die süße Zoë, Stefan Jürgens als Arschloch mit Herz und die dezente Bohlen-Kopie Jan Henrik Stahlberg […] Nur die dazwischengeflickte Romanze – die hätte in diesem Fall keiner gebraucht“. Das Fazit der Programmzeitschrift lautet: „My Fair Lady als putziger Teenspaß“.
Das Lexikon des internationalen Films urteilt neutral: „Die anspruchslose (Fernseh-)Komödie versucht, dem vertrauten Pygmalion-Stoff eine hippe Note zu verleihen und dabei Auswüchse einer Ich-verliebten Gesellschaft zu entlarven.“

## Erstausstrahlung und abweichende Filmtitel im Ausland
Plötzlich berühmt wurde am 30. Juni 2005 erstmals auf Pro7 ausgestrahlt. In Frankreich kam die Produktion unter dem Titel Une chance d'être star zur Ausstrahlung, der ungarische Filmtitel lautet Hirtelen híres.